# جوان بانينج
جوان بانينج (بالإنجليزية: Joanne Banning) هي لاعب هوكي الحقل أسترالية، ولدت في 25 فبراير 1977.